# Ельгенське табірне відділення
Ельгенське табірне відділення, або Виправно-трудовий табір підсобних господарств Дальстрой — табірний підрозділ, що діяв в структурі Дальстрой.

## Історія
Виправно-трудовий табір підсобних господарств Дальстрой був організований в 1951 році як Ельгенське табірне відділення і лише в 1953 році перетворений на виправно-трудовий табір. Управління табору розміщувалося в радгоспі «Ельген» (нині селище з тією ж назвою), Магаданська область. В оперативному командуванні воно підпорядковувалося Головному управлінню виправно-трудових таборів Дальстрой.
Максимальна одночасна кількість ув'язнених могла сягати понад 4 000 осіб.
Табір припинив своє існування у 1953 році.

## Виробництво
Основним видом виробничої діяльності ув'язнених були сільськогосподарські роботи.

## Відомі ув'язнені
- Гінзбург Євгенія Семенівна — радянська журналістка, відома мемуаристка
- Воронська Галина Олександрівна[ru] (1914—1991) — радянська письменниця, відома під псевдонімом Галина Нурміна, ув'язнена Ельгенського табору (1937—1944)
- Суровцева Надія Віталіївна (1896—1985) — українська громадська діячка та перекладачка, ув'язнена Ельгенського табору

## Згадки у літературі
- «Все дивлюся на карту і дивуюся: куди ж можна їхати далі…» Ці її слова я весь час згадувала під час етапу з Магадана в Ельген. Справді, ніби далі було вже нікуди, а ми всі їхали і їхали, точніше, нас, задубілих, скупчених, як вівці дорогою на бійню, все тягли і тягли у відкритих вантажівках. І здавалося, не буде кінця цим сніговим пустелям, цим цукровим головам сопок, що нас обступили."  (Є. С. Гінзбург, «Крутий маршрут»)